# Johann Karl Christoph Ferber
Johann Karl Christoph Ferber (* 4. Juli 1739 in Gonna; † 3. November 1786 in Helmstedt) war ein deutscher Hochschullehrer und Philosoph.

## Leben
Johann Karl Christoph Ferber studierte an der Universität Jena und der Universität Leipzig Philosophie und Theologie. Er beschäftigte sich während seiner akademischen Laufbahn mit den Beweisgründen für Atheismus und gab hierzu eine lateinisch geschriebene Abhandlung heraus, die 1757 in Jena gedruckt wurde. Als er Magister wurde, folgte er einem Ruf an die Universität Helmstedt und wurde dort 1766 ordentlicher Professor der Logik und der Metaphysik, 1781 kam noch die Professur in Moral hinzu; zugleich war er erst Konrektor und später Rektor der Lateinschule in Helmstedt. Im Laufe der Zeit wurde er zum zweiten Inspektor des herzoglichen Konviktes und zum Aufseher der Herzoglichen Deutschen Gesellschaft zu Helmstedt ernannt, deren Mitglieder sich im rhetorischen und stilistischen Gebrauch der Muttersprache übten; allerdings wurde sie gemeinsam mit der Universität 1810 aufgehoben.
Er war verheiratet mit Sophie Marie Johanna, geb. Petzel. Gemeinsam hatten sie einen Sohn:
- Johann August Philipp Ferber (* 5. Februar 1773; † 7. Januar 1853 in Helmstedt), von 1808 bis 1844 Bürgermeister von Helmstedt.[5]

## Schriften
- Isaac Scholten, Johann Karl Christoph Ferber; Leuckart, Michael Gunther: Dissertatio ivris natvralis de falsiloqviis et mendaciis maxime inter se diveris : qvam praeses Ioan. Carolvs Christoph. Ferber in Ivleo Maiori die XXVI. Octobr. A. R. S. MDCCLXIIII. pvblicae ervditorvm disqvisitioni svbiiciet respondente Isaaco Scholten. Helmstadii: typis Michaelis Gvntheri Levckart, 1764.
- De falsiloquiis et mendaciis inter se diversis. Helmstedt 1764.
- De ostentatione ad locum Plinii C. Epistola 22. Helmstadii 1767.
- Wilhelm Theodor Karl Alberti, Augustus Antonius Eobaldus Alers, Johann Carl Christoph Ferber, Michael Leuckart: Schediasma De Eo Qvod Proprivm Est In Ciceronis Latinitate Qvo Simvl Viro Avgvsto Antonio Eobaldo Alers Brvnovic. Sacrar. Litterar. Candidato Qvvm Academiae Ivlio-Carolinae Cvm Lavde Bonorvm Valediceret Nomine Societatis Latinae Qvae Svb Praesidio Io. Caroli Christophori Ferberi Log. Et Metaph. Professoris Pvbl. Ord. Floret Optimam Felicitatem Gratvlatvr Gvil. Theod. Carol. Alberti Helmstad. Societ. Dvcal. Tevton. Senior Et In Templo Academ. A Concionibvs Habendis. D. III. Octobr. MDCCLXVIII. Helmstadii Leuckart Helmstedt 1768.
- Das hohe Geburtsfest des Durchlauchtigsten Fürsten und Herrn Herrn Carl regierenden Herzogs zu Braunschw. Lüneburg etc. feieret die Herzogliche deutsche Gesellschaft den 1 August 1769 durch Franz Jacob von Cramm aus dem Braunschweigischen, der schönen Wissenschaften und der Rechtsgelehrsamkeit Beflissenen welcher in einer öffentlichen Rede die Vorzüge eines Staats, dessen Regent ein Beschützer der Musen ist, schildern wird. Helmstädt Schnorr Wolfenbüttel Herzog August Bibliothek 1769.
- Der würdige Bürger der Akademie : Eine Rede bey dem Beschlusse der öffentlichen Vorlesungen über die vernünftige Einrichtung des akademischen Lebens.  Helmstedt und Magdeburg : Hechtel, 1769 Digitalisat
- Vernunftlehre. Helmstädt und Magdeburg, verlegt bei dem Commerzienrath Hechtel 1770.
- Das hohe Geburtsfest des Durchlauchtigsten Fürsten Carl Regierenden Herzogs zu Braunschweig und Lüneburg etc. feiert die Herzogliche deutsche Gesellschaft den 1 August 1770 durch Ferdinand Karl August Henke aus Braunschweig, welcher von dem Glücke des Staats in dem erhabenen Charakter des Fürsten reden wird. Helmstedt Schnorr 1770
- Das hohe Geburtsfest des Durchlauchtigsten Fürsten und Herrn Herrn Ferdinand Herzogs zu Braunschweig und Lüneburg etc. feiert die Herzogliche deutsche Gesellschaft den 12 Jenner 1771 durch Heinrich Wilhelm von Bülow aus dem Braunschweigischen der schönen Wissenschaften und der Rechtsgelehrsamkeit rühmlichst Beflissenen und gedachter Geselschaft ordentl. Mitgl. welcher in einer öffentlicher Rede von dem Heldenmuthe, einem eigenthümlichen Ruhme der Braunschweigischen Fürsten, handeln wird. Wozu gehorsamst einladet Johann Karl Christoph Ferber, der Logik und Metaphysik ordentl. Lehrer und der Gesellschaft Aufseher. Helmstädt Schnorr Wolfenbüttel Herzog August Bibliothek Helmstedt 1771.
- Grundriss der Vernunftlehre. Helmstedt im Verlag Johann Heinrich Kühnlins 1774.
- Ueber die akademische Freyheit. Kühnlin, Helmstedt 1779.
- Ueber die Ursachen warum jetzo nicht so viele geschickte Jünglinge von Akademien gehen, wie ehedem? Helmstedt 1780.
- Die Herzogliche deutsche Gesellschaft feiert in tiefster Rührung das Andenken ihres verewigten Stifters des Durchlauchtigsten Fürsten und Herrn Herrn Carls Regierenden Herzogs zu Braunschweig und Lüneburg mit einer öffentlichen Rede durch ihren Aufseher den Herrn Friedrich August Wiedeburg der Philosophie öffentlichen ausserordentlichen Lehrer den 12ten May des Nachmittags um 3 Uhr in dem grössern theologischen Hörsaale. Wozu einladet Johann Carl Christoph Ferber der Herzoglichen deutschen Gesellschaft Vorsteher. Kühnlin, Helmstädt [1780] (deutsche-digitale-bibliothek.de).
- Ueber das Studium der Moral auf Akademien. Eine öffentliche Rede am hohen Geburtstfeste des Fürsten Carl Wilhelm Ferdinand Regierenden Herzogs zu Braunschweig und Lüneburg den 9ten October 1782 gehalten. Helmstädt Kühnlin Wolfenbüttel Herzog August Bibliothek 1782. (Digitalisat)